# 岡本博憲
岡本 博憲（おかもと ひろかず、1980年1月18日 - ）は、札幌テレビ放送（STV）のアナウンサー。兵庫県宝塚市出身。血液型はA型。

## 略歴
阪神・淡路大震災に被災しラジオのアナウンサーの声に癒やしを得たことからアナウンサーを志す。立命館宇治高等学校、立命館大学法学部卒業。大学在学中はCHK京都アナウンススクールにてアナウンス技術を学ぶ。1年間就職浪人を経て、2003年にSTV入社。同期入社は近藤麻智子、相本幸子。2013年2月に東京支社へ異動。2017年7月より本社に戻り報道部記者となった。2024年7月よりアナウンサーに復帰。

## 担当番組

### 現在

#### ラジオ
- STVファイターズLIVE（『STVアタックナイター･ぞっこんファイターズ中継』の時代から実況を務めていたが、前述したように2013年2月に他部署に異動となり、実況担当からは外れていたが、2024年7月をもってアナウンサーに復帰し、7月30日の日本ハム対オリックス戦で実況担当に復帰した。）

### 過去

#### テレビ
- 情報!Sセンス![6]
- NNNストレイトニュース[7]（STVローカルパート）
- ぞっこん!スポーツ

#### ラジオ
- 石田久美子のサタデーポップ[6]
- 岡本ひろかずのアタックヤング[7]
- よこい君とおかもと君
- なまらん
- ときめきワイド - 「ぞっこんスポーツ」キャスター